# Jamin Jisra'el
Jamin Jisra'el (hebrejsky: ימין ישראל; doslova „Pravý Izrael“) byla izraelská politická strana založená roku 1995.

## Okolnosti vzniku a ideologie strany
Strana vznikla 24. července 1995 během funkčního období třináctého Knesetu zvoleného ve volbách roku 1992, když se poslanec Ša'ul Gutman odtrhl od své mateřské strany Moledet. Strana se zúčastnila voleb roku 1996, ale nezískala žádný mandát. Ve volbách roku 2003 kandidovala na společné listině se stranou Cherut - Národní hnutí. Získala 36 202 hlasů, ale nestačilo to na zisk jediného mandátu. Potřebný práh pro přidělení mandátu byl o 8000 vyšší. Ve volbách roku 2006 se strana spojila se stranou Židovská národní fronta Barucha Marzela. Získala 28 824 hlasů, což opět nestačilo ani na jeden mandát v Knesetu. Ve volbách roku 2009 strana nekandidovala.
Program strany zahrnoval následující požadavky:
- Nahradit stávající poměrný volební systém systémem založeným na menších volebních obvodech
- Zavést prezidentský model vlády
- Zavést prezidentskou pravomoc jmenovat soudce Nejvyššího soudu
- Zakázat politickým stranám rušit židovský charakter státu
- Zrušit občanství lidem neloajálním vůči státu
- Omezit přídavky pro rodiny s větším počtem lidí
- Omezit klauzuli v Zákonu o návratu, která umožňuje přistěhování do Izraele i lidem, kteří mají pouze židovské prarodiče
- Umožnit Izraelcům žijícím v zahraničí volit
- Omezit americkou vojenskou pomoc Izraeli